# San Marcos, Texas
San Marcos là một thành phố thuộc quận Hays, tiểu bang Texas, Hoa Kỳ. Năm 2010, dân số của xã này là 44894 người.

## Dân số
- Dân số năm 2000: 34733 người.
- Dân số năm 2010: 44894 người.